# EBSCO Information Services
EBSCO Information Services, có trụ sở tại Ipswich, Massachusetts, là một phần của EBSCO Industries Inc., một công ty tư nhân có trụ sở tại Birmingham, Alabama. EBSCO cung cấp sản phẩm và dịch vụ cho các thư viện trên khắp thế giới. Các sản phẩm của họ bao gồm EBSCONET, một hệ thống quản lý tài nguyên thư mục điện tử hoàn chỉnh, và EBSCOhost, cung cấp dịch vụ nghiên cứu trực tuyến có phí với 375 cơ sở dữ liệu toàn văn, một bộ sưu tập hơn 600.000 sách điện tử ebook, các chỉ mục chủ đề, các tài liệu tham khảo y khoa tại điểm chăm sóc và một loạt các lưu trữ lịch sử kỹ thuật số. Vào năm 2010, EBSCO giới thiệu EBSCO Discovery Service (EDS) cho các cơ sở, cho phép tìm kiếm trong danh mục tạp chí và tạp chí.

## Lịch sử
EBSCO Information Services là một phân đoạn của EBSCO Industries Inc., một công ty được thành lập vào năm 1944 bởi Elton Bryson Stephens Sr. và có trụ sở tại Birmingham, Alabama. "EBSCO" là từ viết tắt của Elton B. Stephens Company. EBSCO Industries có doanh số bán hàng hàng năm khoảng 3 tỷ đô la. Đây là một trong những công ty tư nhân lớn nhất ở Alabama và thuộc 200 công ty hàng đầu tại Hoa Kỳ, dựa trên doanh thu và số lượng nhân viên.
EBSCO Information Services ra đời vào năm 1984 dưới dạng một nhà xuất bản in ấn có tên Popular Magazine Review, hiển thị các tóm tắt bài viết từ hơn 300 tạp chí. Vào năm 1987, công ty đã được EBSCO Industries mua lại và đổi tên thành EBSCO Publishing. Đến năm 2007, công ty đã có khoảng 750 nhân viên. Năm 2003, họ đã mua Whitston Publishing, một nhà cung cấp cơ sở dữ liệu khác. Năm 2010, EBSCO đã mua lại NetLibrary và năm 2011, họ tiếp quản H. W. Wilson Company. EBSCO Publishing đã hợp nhất với EBSCO Information Services vào ngày 1 tháng 7 năm 2013, với doanh nghiệp hợp nhất hoạt động dưới tên EBSCO Information Services. Năm 2015, EBSCO mua lại YBP (Yankee Book Peddler) Library Services từ Baker & Taylor, và sau đó đổi tên thành GOBI Library Solutions. Đến năm 2017, Tổng Giám đốc là Tim Collins.
Metapress được thành lập vào năm 1998 như một nền tảng xuất bản trực tuyến cho những người sáng tạo nội dung để sản xuất và lưu trữ phiên bản tạp chí in ấn của họ trực tuyến. Là một phần của EBSCO, nền tảng này đã trở thành một trong những máy chủ nội dung học thuật lớn nhất thế giới, với hơn 31.000 bản phát hành từ hơn 180 nhà xuất bản. Năm 2014, Atypon đã mua lại doanh nghiệp Metapress từ EBSCO, với kế hoạch ngưng hoạt động nền tảng Metapress và chuyển khách hàng sang nền tảng Literatum của Atypon. Nội dung đã được di chuyển sang Literatum vào ngày 21 tháng 5 năm 2015.
Vào tháng 2 năm 2020, EBSCO Information Services thông báo về thỏa thuận mua lại Zepheira, một công ty được thành lập vào tháng 2 năm 2007 và có trụ sở tại Reston, Virginia, với các nhà lãnh đạo trong lĩnh vực Semantic Web và đã đóng góp vào việc phát triển Dublin Core, BIBFRAME và mạng Library.Link. Sau quá trình sáp nhập, Zepheira tiếp tục hoạt động như một phân đoạn độc lập.

## Sản phẩm
- Cơ sở dữ liệu: EBSCO cung cấp một loạt dịch vụ cơ sở dữ liệu thư viện.[21] Nhiều cơ sở dữ liệu, chẳng hạn như MEDLINE và EconLit, được cấp phép từ các nhà cung cấp nội dung. Những cơ sở dữ liệu khác, như Academic Search, America: History and Life, Art Index, Art Abstracts, Art Full Text, Business Source, Clinical Reference Systems, Criminal Justice Abstracts, Education Abstracts, Environment Complete, Health Source, Historical Abstracts, History Reference Center, MasterFILE, NetLibrary, Primary Search, Professional Development Collection và USP DI được EBSCO tự tổng hợp. EBSCO có thể được cấu hình để chuyển hướng đến các xuất bản miễn phí thông qua dữ liệu Unpaywall.[22]
- Khám phá: Sản phẩm này được sử dụng để tạo ra một chỉ mục thống nhất, tùy chỉnh về nguồn thông tin của một tổ chức, và là cách để truy cập tất cả nội dung từ một hộp tìm kiếm duy nhất. Hệ thống hoạt động bằng cách thu thập siêu dữ liệu từ cả nguồn nội bộ và ngoại vi, sau đó tạo ra một dịch vụ được chỉ mục trước.
- FOLIO: EBSCO cung cấp các dịch vụ triển khai và lưu trữ cho phần mềm mã nguồn mở FOLIO, một nền tảng dịch vụ thư viện thế hệ tiếp theo, cũng như đóng góp tích cực vào việc phát triển liên tục của nó.
- Sách điện tử eBook: EBSCO cung cấp sách điện tử và sách nói trên nhiều lĩnh vực chủ đề. EBSCO báo cáo rằng cơ sở dữ liệu của họ bao gồm hơn một triệu sách điện tử và 90,000 sách nói từ hơn 1500 nhà xuất bản.[23]
- DynaMed Plus là một công cụ tài liệu tham khảo lâm sàng dành cho bác sĩ và các chuyên gia chăm sóc sức khỏe khác để sử dụng tại chỗ. Năm 2012, nó xếp hạng cao nhất trong số 10 tài liệu tham khảo lâm sàng trực tuyến trong một nghiên cứu trên tạp chí Journal of Clinical Epidemiology[24] và cũng có hiệu suất tổng thể cao nhất trong loại sản phẩm tài liệu tham khảo về bệnh trong hai báo cáo liên tiếp về các nguồn hỗ trợ quyết định lâm sàng của KLAS, một công ty nghiên cứu chuyên về giám sát và báo cáo hiệu suất của các nhà cung cấp chăm sóc sức khỏe.[25]
- Sách nói/Sách điện tử: Cung cấp sách nói và sách điện tử được bảo vệ bằng DRM thông qua công ty con NetLibrary, được mua lại vào năm 2010 từ Trung tâm Thư viện Máy tính Trực tuyến (Online Computer Library Center). Nó cạnh tranh trong thị trường này với Digital Library Reserve của OverDrive.

## Sáng kiến xanh và từ thiện
EBSCO có hai hệ thống điện mặt trời lớn, đang chuyển đổi đội xe hơi của công ty sang các xe hybrid, thành lập một "Green Team" tại trụ sở chính và đã phát hành GreenFILE, một cơ sở dữ liệu miễn phí được thiết kế để giúp mọi người nghiên cứu tác động của con người đối với môi trường. EBSCO đã được trao Giải Thưởng Thành tựu Môi trường năm 2008 từ Văn phòng New England của Cơ quan Bảo vệ Môi trường Hoa Kỳ và đã được tôn vinh bởi Hiệp hội Thư viện Đặc biệt với tư cách là "Những Nhà vô địch Xanh" trong khuôn khổ sáng kiến "Kiến thức hướng tới môi trường xanh" của hiệp hội vào Ngày Trái Đất 2009.
Các sáng kiến từ thiện của EBSCO bao gồm các nỗ lực để thu hẹp khoảng cách số về công nghệ thông tin (giữa thế giới công nghiệp và các nước đang phát triển) và hợp tác với Quỹ Open Society Foundations để cung cấp các cơ sở dữ liệu nghiên cứu cần thiết cho các trường đại học ở 39 nước đang phát triển. Năm 2012, gia đình Stephens đã được công nhận vì công việc từ thiện của họ.